# Man

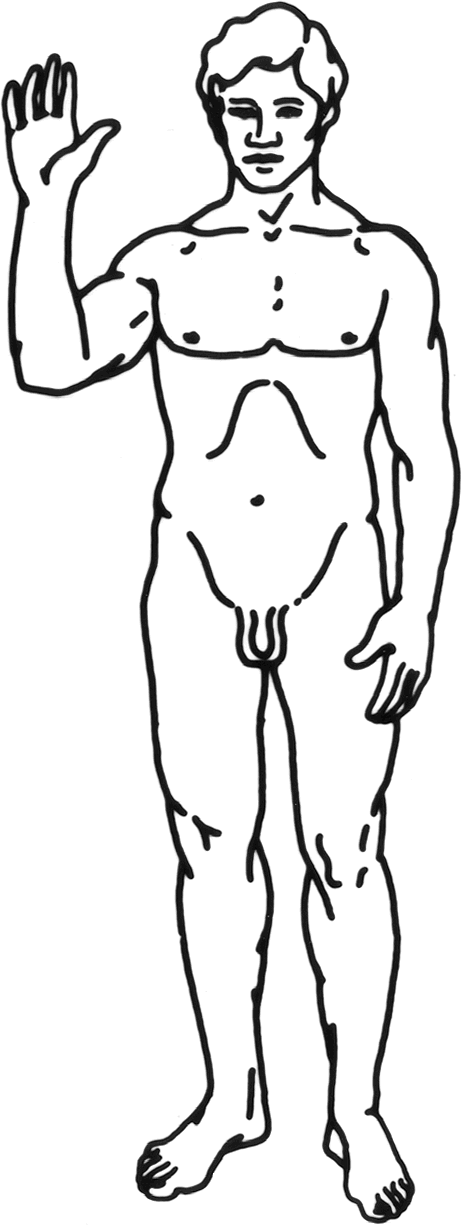
Bild av man från Pioneer plaque utsänt i världsrymden.

En man är en fullvuxen människa med biologiskt hankön till skillnad från dels ett barn, en pojke, dels en vuxen hona, som kallas kvinna. Termen "man" används dels avseende manliga biologiska könskaraktäristika, dels för de olika kulturella roller och förväntningar som förknippas med manskönet, och ofta i båda betydelserna samtidigt.

## Etymologi
Ordet betydde i äldre tid både "man" och "människa", en äldre fornsv. form var maþer. Ordet "man" är inte i etymologisk mening direkt knutet till könet. Jämför engelskans man and woman (wo-man) där "woman" är den form som anger kön så avser ordet "man" inte människa med biologiskt hankön.

## Biologi
Mannen kallas det heterogametiska könet, med en karotypisk utgångspunkt, vilket innebär att mannen har en Y- och en X-kromosom som könskromosomer, eller karotyp 46,XY. Det biologiska könet bildas av urgonaden, som tidigt under embryonal tid bildar müllerska och wolffska gångarna. Hos pojkfostret tillbakabildas de müllerska gångarna av anti-müllerskt hormon, medan de wolffska gångarna genom påverkan av fostrets eget testosteron vidareutvecklas till flera av de inre manliga könsorganen, vilka leder till testiklarna som är endokrina körtlar för manliga könshormoner. De yttre genitalia och prostata bildas under fostertiden genom påverkan av dihydrotestosteron. Utvecklingen av manligt kön under fostertiden regleras av en gen på Y-kromosomen som kallas SRY-genen, som initialt bildar testiklar av urgonaden.
Som hos de flesta däggdjur, ärver mannens genom en X-kromosom från modern, och en Y-kromosom från fadern. Det manliga fostret producerar en större mängd androgener och en mindre mängd östrogener än vad det kvinnliga fostret gör. Det är främst dessa skillnader av könshormoner som är orsaken till de fysiologiska skillnaderna mellan män och kvinnor.
Det föds något fler pojkar än flickor; kvoten är 1,05 till 1. Trots detta finns det fler vuxna kvinnor än män. Män och pojkar är överrepresenterade i dödstalen - detta gäller redan som foster. Män lever i genomsnitt fyra år kortare än kvinnor.

### Anatomi

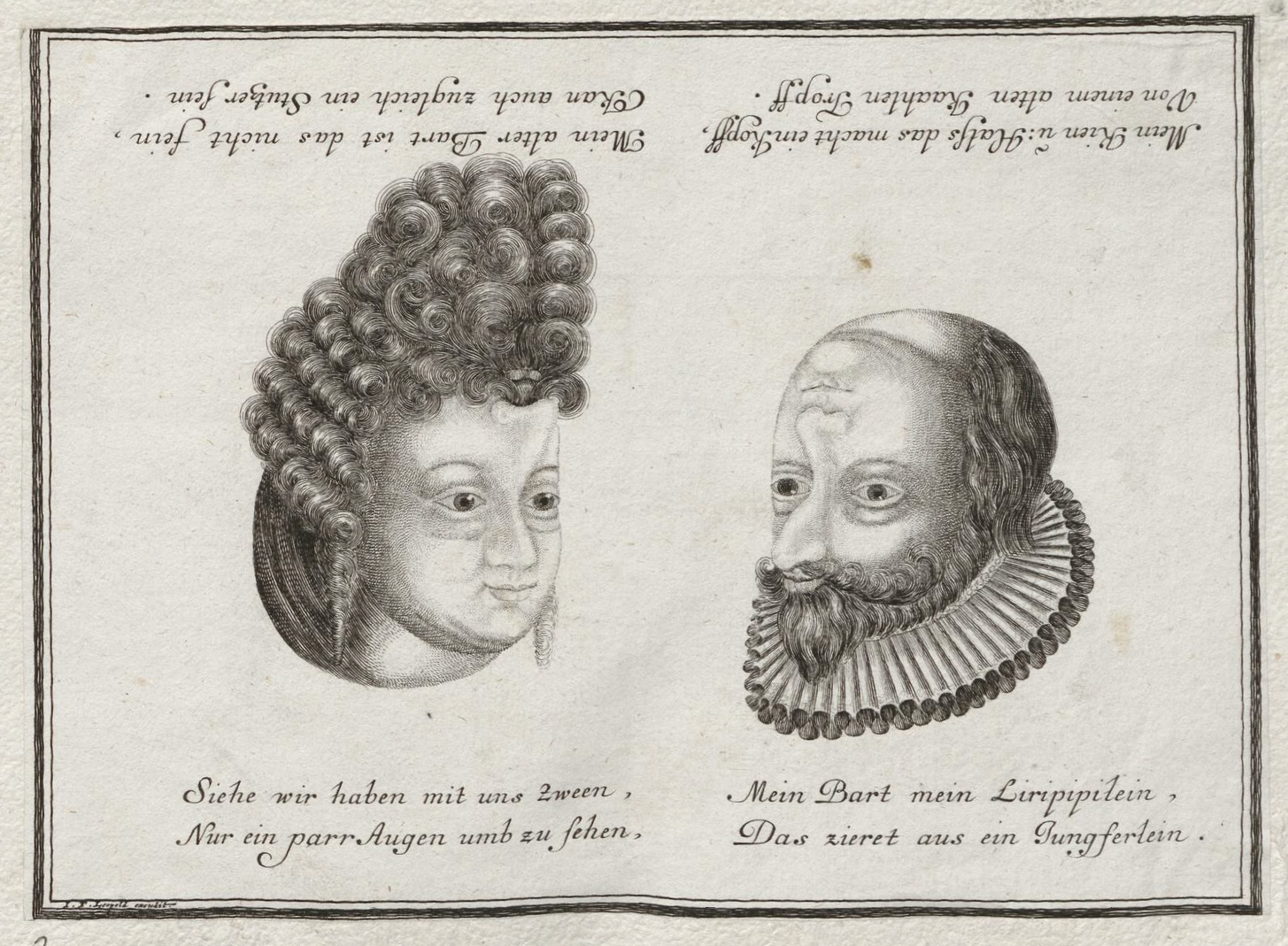
Sekundära könsskillnader kan vara bröststorlek och skäggväxt. Det senare används i bilden - om man vänder den uppochner blir kvinnans hår ett mansskägg och vice versa.

Män har olika sexuella egenskaper som skiljer dem från kvinnor. Skillnaderna ligger både hos könsorganen som behövs för förökningen, och i sekundära könsskillnader vilka har betydelse både för förökning och på andra plan. I motsats till kvinnor är männens könskörtlar (testiklarna) externa; kvinnors könskörtlar, äggstockarna sitter inuti kroppen. Testiklarna skyddas av en hudpåse, pungen, och placeringen utanför kroppen beror på att de spermier som produceras i dem inte tål den högre temperaturen inuti kroppen. Mäns övriga yttre könsorgan (penis) är också större än kvinnors (inre och yttre blygdläppar och klitorisollonet) och placerat lite mer upp på kroppen istället för mitt emellan benen som hos kvinnor. Studiet av den manliga reproduktionsapparaten och könsorganen kallas andrologi. Redan vid befruktningen är normalt individens kön bestämt, då pojkembryons könskromosomer utgörs av en Y-kromosom och en X-kromosom.
Män har en kraftfullare muskulär omgivning runt skelettet än kvinnor.